# Julien Coulommier
Julien Coulommier (Vilvoorde, 7 februari 1922 – Vilvoorde, 22 mei 2014) was een Belgische fotograaf. Hij was een vertegenwoordiger van de subjectieve fotografie.

## Levensloop
Coulommier, die als fotograaf autodidact was, begon omstreeks 1950 met het medium te experimenteren. Hij had contacten met avant-gardekunstenaars als Serge Vandercam, Asger Jorn, Maurice Wyckaert en Marcel Broodthaers, met wie hij in 1957 het boek Statues de Bruxelles maakte. Het bevat vervreemdende foto's van en poëtische teksten bij standbeelden in Brussel. Het werd in 1987 uitgegeven door het Museum van Elsene.   
In de jaren 1950 kwam Coulommier ook in contact met de 'Subjektive Fotografie' van Otto Steinert, die een autonome vorm van fotografie nastreeft. Het traditioneel met fotografie verbonden afbeelden van de werkelijkheid wordt verlaten om met de mogelijkheden van het medium een eigen, nieuwe werkelijkheid uit te drukken. 
Coulommiers foto's (in hoofdzaak zwart-wit) transformeren voorwerpen uit de onmiddellijke omgeving, vooral uit de natuur, tot wonderlijke droomachtige taferelen. Ze spelen met partiële onscherpte, een verwrongen perspectief, uitvergrote details en het grote gamma van grijswaarden. De haast alchemistische transformatie van het vaak banale object gebeurt voor een groot deel in de donkere kamer. Coulommier maakt ook fotogrammen.
Hij was tevens actief als tentoonstellingsmaker (onder meer Images inventées, Brussel 1957) en publicist over fotografie. In 1988 ontving hij de Staatsprijs voor Beeldende Kunst van de Vlaamse Gemeenschap ter bekroning van een artistieke loopbaan. In de zomer van 2006 werd een grote overzichtstentoonstelling aan zijn werk gewijd in het Musée de la Photographie te Charleroi: Entre Mondes. 

## Citaat
"Mijn foto's zijn voor mij gestolde herinneringen aan fantastische, lumineuze of sombere visioenen en ervaringen. Ze roepen in mij het wonderlijke op dat ik ervaar: een fantasme, een idee, een gevoel dat mij poëtisch kan beroeren. Voor mij betekenen ze uiteindelijk een zichtbaar gemaakte suggestie, een vorm van betovering of soms van bezwering (witte magie) van de ware realiteit." 